# 1. korpus (Indija)
1. korpus je udarni korpus Indijske kopenske vojske.

## Zgodovina
Korpus je bil ustanovljen leta 1947, v letu indijske osamosvojitve. Od leta 1971 je korpus sodeloval v vojnah proti Pakistanu.

## Organizacija
Trenutna
- Poveljstvo
- 4. pehotna divizija
- 6. gorska divizija
- 31. oklepna divizija
- 23. artilerijska brigada
- Zračnoobrambna brigada
- Inženirska brigada